# Байгунди
Байгунди (узб. Boyg’undi, Бойғунди) — міське селище в Узбекистані, у Касанському районі Кашкадар'їнської області.
Статус міського селища з 2009 року.